# Amr el-Gendi
Amr el-Gendi Abdelhalim (in arabo عمرو الجندي‎?; Il Cairo, 14 giugno 1991) è un cestista egiziano.

## Palmarès
- Basketball Africa League: 1

Al-Ahly: 2023
- Campionato egiziano: 4

Gezira SC: 2013-14, 2016-17
Al-Ahly: 2021-22, 2022-23
- Coppa d'Egitto: 1

Al-Ahly: 2022
- Arab Club Basketball Championship: 1

Al-Ahly: 2021

## Carriera
Con l'Egitto ha disputato i Campionati mondiali del 2014 e quattro edizioni dei Campionati africani (2009, 2015, 2017, 2021).